# Glasgow Merchants Charity Cup
la Glasgow Merchants Charity Cup è un'antica competizione calcistica scozzese, tenutasi dal 1876 al 1966. Tale manifestazione sportiva era organizzata dal Glasgow Charity Cup Committee e, originariamente, era un torneo ad eliminazione diretta aperto alle squadre di Glasgow e dintorni. Nel corso delle varie edizioni, in caso di pareggio al termine della finale, il titolo fu assegnato, con la ripetizione della partita, con il lancio della moneta, con il numero di calci d'angolo ottenuti a favore, oppure era condiviso. Come per molte competizioni scozzesi, anche questa fu quasi del tutto monopolizzata dalle squadre dell'Old Firm, Rangers e Celtic, vincitrici rispettivamente 32 e 28 volte. Nelle edizioni finali, dal 1961 al 1966, il torneo venne sostituito da una singola esibizione, tra una squadra composta da una selezione di giocatori di Glasgow, ed una proveniente dal campionato inglese. Gli inviti erano a discrezione del comitato organizzativo, ma non sono conosciuti i criteri. Le compagini inglesi che parteciparono negli ultimi anni furono il Manchester United(nel 1962 e 1963), il Tottenham(nel 1964), il Chelsea(nel 1965), e il Leeds United per l'ultima edizione.
Il trofeo messo in palio, successivamente, andò perduto e ritrovato dopo 30 anni. Si scopri che era custodito in una cassaforte degli uffici della Scottish Football Association a Park Gardens, a Glasgow. Attualmente è esposto nel Museo del calcio scozzese di Hampden Park.

## Albo d'oro finali
| Anno          | Vincitore                            | Risultato                                                 | Finalista                            |
| ------------- | ------------------------------------ | --------------------------------------------------------- | ------------------------------------ |
| 1877          | Queens Park                          | 4 – 0                                                     | Rangers                              |
| 1878          | Queens Park                          | 1 – 0                                                     | Vale of Leven                        |
| 1879          | Rangers                              | 2 – 1                                                     | Vale of Leven                        |
| 1880 (Replay) | Queen's Park                         | 2 – 1                                                     | Rangers                              |
| 1881 (Replay) | Queen's Park                         | 3 – 1                                                     | Rangers                              |
| 1882 (Replay) | Vale of Leven                        | 1 – 0                                                     | Dumbarton                            |
| 1883          | Queen's Park                         | 4 – 1                                                     | Rangers                              |
| 1884 (Replay) | Queen's Park                         | 8 – 0                                                     | Third Lanark                         |
| 1885          | Queen's Park                         | 1 – 0                                                     | Dumbarton                            |
| 1886          | Renton                               | 3 – 1                                                     | Vale of Leven                        |
| 1887          | Renton                               | 1 – 0                                                     | Vale of Leven                        |
| 1888          | Renton                               | 4 – 0                                                     | Cambuslang                           |
| 1889 (Replay) | Renton                               | 3 – 1                                                     | Queen's Park                         |
| 1890          | Third Lanark                         | 2 – 1                                                     | Queen's Park                         |
| 1891 (Replay) | Queen's Park                         | 9 – 1                                                     | Northern                             |
| 1892          | Celtic                               | 2 – 0                                                     | Rangers                              |
| 1893          | Celtic                               | 5 – 0                                                     | Rangers                              |
| 1894          | Celtic                               | 2 – 1                                                     | Queen's Park                         |
| 1895          | Celtic                               | 4 – 0                                                     | Rangers                              |
| 1896          | Celtic                               | 2 – 1                                                     | Queen's Park                         |
| 1897          | Rangers                              | 6 – 1                                                     | Third Lanark                         |
| 1898          | Third Lanark                         | 1 – 0                                                     | Rangers                              |
| 1899          | Celtic                               | 2 – 0                                                     | Rangers                              |
| 1900          | Rangers                              | 5 – 1                                                     | Celtic                               |
| 1901 (Replay) | Third Lanark                         | 3 – 0                                                     | Celtic                               |
| 1902          | Hibernian                            | 6 – 2                                                     | Celtic                               |
| 1903          | Celtic                               | 5 – 2                                                     | St. Mirren                           |
| 1904          | Rangers                              | 5 – 2                                                     | Celtic                               |
| 1905          | Celtic                               | 2 – 0                                                     | Partick Thistle                      |
| 1906          | Rangers                              | 3 – 2                                                     | Queen's Park                         |
| 1907          | Rangers                              | 1 – 0                                                     | Celtic                               |
| 1908          | Celtic                               | 3 – 0                                                     | Queen's Park                         |
| 1909          | Rangers                              | 4 – 2                                                     | Celtic                               |
| 1910          | Clyde                                | 1 – 1 (Clyde vince 8-3 per il numero di calci d'angolo)   | Third Lanark                         |
| 1911          | Rangers                              | 2 – 1                                                     | Celtic                               |
| 1912          | Celtic                               | 0 – 0 (Celtic vince 7-2 per il numero di calci d'angolo)  | Clyde                                |
| 1913          | Celtic                               | 3 – 2                                                     | Rangers                              |
| 1914          | Celtic                               | 6 – 0                                                     | Third Lanark                         |
| 1915          | Celtic                               | 3 – 2                                                     | Rangers                              |
| 1916          | Celtic                               | 2 – 0                                                     | Partick Thistle                      |
| 1917          | Celtic                               | 1 – 0                                                     | Queen's Park                         |
| 1918          | Celtic                               | 2 – 0                                                     | Partick Thistle                      |
| 1919          | Rangers                              | 2 – 1                                                     | Queen's Park                         |
| 1920          | Celtic                               | 1 – 0                                                     | Queen's Park                         |
| 1921          | Celtic                               | 2 – 0                                                     | Rangers                              |
| 1922          | Rangers                              | 3 – 1                                                     | Queen's Park                         |
| 1923          | Rangers                              | 4 – 0                                                     | Queen's Park                         |
| 1924          | Celtic                               | 2 – 1                                                     | Rangers                              |
| 1925          | Rangers                              | 1 – 0                                                     | Clyde                                |
| 1926          | Celtic                               | 2 – 1                                                     | Queen's Park                         |
| 1927          | Partick Thistle                      | 6 – 3                                                     | Rangers                              |
| 1928          | Rangers                              | 3 – 1                                                     | Queen's Park                         |
| 1929          | Rangers                              | 4 – 2                                                     | Celtic                               |
| 1930          | Rangers                              | 2 – 2 (Rangers per il lancio della moneta)                | Celtic                               |
| 1931          | Rangers                              | 2 – 1                                                     | Queen's Park                         |
| 1932          | Rangers                              | 6 – 1                                                     | Third Lanark                         |
| 1933          | Rangers                              | 1 – 0                                                     | Queen's Park                         |
| 1934          | Rangers                              | 1 – 0                                                     | Celtic                               |
| 1935          | Partick Thistle                      | 2 – 1                                                     | Queen's Park                         |
| 1936          | Celtic                               | 4 – 2                                                     | Rangers                              |
| 1937          | Celtic                               | 4 – 3                                                     | Queen's Park                         |
| 1938          | Celtic                               | 2 – 0                                                     | Rangers                              |
| 1939          | Rangers                              | 0 – 0 (Rangers vince 7-4 per il numero di calci d'angolo) | Third Lanark                         |
| 1940          | Clyde                                | 1 – 1 (Clyde vince 7-2 per il numero di calci d'angolo)   | Rangers                              |
| 1941          | Rangers                              | 3 – 0                                                     | Partick Thistle                      |
| 1942          | Rangers                              | 3 – 1                                                     | Clyde                                |
| 1943          | Celtic                               | 3 – 0                                                     | Third Lanark                         |
| 1944          | Rangers                              | 2 – 1                                                     | Clyde                                |
| 1945          | Rangers                              | 2 – 1                                                     | Celtic                               |
| 1946          | Rangers                              | 2 – 0                                                     | Third Lanark                         |
| 1947          | Rangers                              | 1 – 0                                                     | Celtic                               |
| 1948          | Rangers                              | 2 – 0                                                     | Celtic                               |
| 1949          | Partick Thistle                      | 2 – 1                                                     | Celtic                               |
| 1950          | Celtic                               | 3 – 2                                                     | Rangers                              |
| 1951          | Rangers                              | 2 – 0                                                     | Partick Thistle                      |
| 1952          | Clyde 2 – 2 Third Lanark (condiviso) | Clyde 2 – 2 Third Lanark (condiviso)                      | Clyde 2 – 2 Third Lanark (condiviso) |
| 1953          | Celtic                               | 3 – 1                                                     | Queen's Park                         |
| 1954          | Third Lanark                         | 1 – 0                                                     | Rangers                              |
| 1955          | Rangers                              | 3 – 1                                                     | Queen's Park                         |
| 1956          | Third Lanark                         | 4 – 2                                                     | Partick Thistle                      |
| 1957          | Rangers                              | 2 – 1                                                     | Queen's Park                         |
| 1958          | Clyde                                | 4 – 0                                                     | Rangers                              |
| 1959          | Celtic                               | 5 – 0                                                     | Clyde                                |
| 1960          | Rangers                              | 2 – 0                                                     | Partick Thistle                      |
| 1961          | Clyde 1 – 1 Celtic (condiviso)       | Clyde 1 – 1 Celtic (condiviso)                            | Clyde 1 – 1 Celtic (condiviso)       |

## Albo d'oro singola esibizione
| Anno | Squadra di casa                               | Risultato                                     | Squadra ospite                                |
| ---- | --------------------------------------------- | --------------------------------------------- | --------------------------------------------- |
| 1962 | Glasgow Select                                | 2 – 4                                         | Manchester United                             |
| 1963 | Glasgow Select                                | 1 – 2                                         | Manchester United                             |
| 1964 | Glasgow Select                                | 4 – 3                                         | Tottenham Hotspur                             |
| 1965 | Glasgow Select                                | 0 – 3                                         | Chelsea                                       |
| 1966 | Glasgow Select 1 – 1 Leeds United (condiviso) | Glasgow Select 1 – 1 Leeds United (condiviso) | Glasgow Select 1 – 1 Leeds United (condiviso) |

## Titoli per squadra
- 32  Rangers
- 28  Celtic[7]
- 8  Queen's Park
- 6  Third Lanark[8]
- 5  Clyde[9]
- 4  Renton
- 3  Partick Thistle
- 2 Glasgow Select[10]
- 2  Manchester Utd
- 1 Vale of Leven
- 1  Hibernian
- 1  Chelsea
- 1  Leeds Utd[11]